# برمید سرب (II)
برمید سرب(II) (به انگلیسی: Lead(II) bromide) با فرمول شیمیایی PbBr۲ یک ترکیب شیمیایی است؛ که جرم مولی آن ۳۶۷٫۰۱ g/mol می‌باشد. شکل ظاهری این ترکیب، پودر غیربلوری سفید است.